# Sunset Yellow FCF
A  E110 (más néven sunset yellow fcf, orange yellow s vagy fd&c yellow 6) egy szintetikus élelmiszeripari színezőanyag.  Narancsszínű ételekben, marcipánokban, instant levesporokban, felvágottakban, húsételekben előfordulhat. Allergiás tüneteket is produkálhat elsősorban az aszpirin-érzékenyeknél.[forrás?] Mellékhatásként előfordulhat még bőrizzadás, hasmenés, hányás, vagy egyéb emésztőrendszeri bántalmak.[forrás?] Norvégiában korábban tiltott adalékanyag volt.[forrás?]